# 柯昌济
柯昌济（1902年—1990年），字莼卿，号息庵，山东胶县人，柯劭忞次子，中国古文字学家、历史学家。

## 生平
柯昌济生于山东胶县，其远祖柯九思，乃史学家柯劭忞次子、柯昌泗之弟。1925年於北京清华大学文史研究院毕业，时与商承祚、容庚、唐兰齐名，王国维稱為“四少年”。柯昌濟亦是早期的甲骨文研究學家，1921年出版有《殷虚书契补释》，此書考釋甲骨文字、詞六十多個，但錯誤頗多，無甚精要。另有《金文分域编》、《姓氏源考》等著作。后任上海科学院历史研究所研究员。